# Мохамед Али Джина
Мохамед Али Джина (урду: محمد على جناح) е индийски политически лидер, водач на политическата партия Мюсюлманска лига, основател и първи генерал-губернатор на Пакистан.
Наричан още Велик водач (Qāʼid-e-Aʻz̤am ) и Баща на нацията (Bābā-e-Qaum). Датите на неговото раждане и неговата смърт са официални празници в Пакистан.

## Ранни години
Джина е роден с името Махомедали Джинабхаи в Карачи, Синдх, по това време част от Британска Индия. Според училищната документация е роден на 20 октомври 1875, но самият той по-късно посочва за своя рождена дата 25 декември 1876. Джина е най-голямото от седемте деца на Джинабхаи Пунджа и съпругата му Митхибаи. Баща му е преуспяващ гуджаратски търговец, преместил се в Синдх от Катхиявар малко преди раждането на Джина. То е последвано от раждането на още шест деца – братята Ахмад Али, Бунде Али и Рахмат Али и сестрите Мариам, Фатима и Ширин. Семейството принадлежи към исмаилитския клон на шиизма и майчиният им език е гуджаратски. Джина първоначално учи в Карачи, за кратко в основно училище в Бомбай, а след това в гимназията на Християнското мисионерско дружество в Карачи, където на шестнадесетгодишна възраст преминава кандидатските изпити за Бомбайския университет.
През същата 1892 година Джина заминава в Лондон, където започва да работи за Греъмс Шипинг енд Трейдинг Къмпани, с която баща му търгува от години. Преди да замине за Англия, той се жени по настояване на майка си за далечна братовчедка, Емибаи, която е с две години по-малка от него. Бракът не продължава дълго, тъй като няколко месеца по-късно тя умира. По-късно, по време на престоя на Джина в Англия, майка му също умира. Скоро след пристигането си в Лондон Джина изоставя търговската дейност и се присъединява към Линкълнс Ин, за да учи право. Три години по-късно става най-младият индиец с адвокатски права в Англия. По това време започва да се интересува от политика. Последовател на индийските лидери Дадабхаи Наороджи и Фирозшах Мехта, той се включва, заедно с други индийски студенти, в успешната предизборна кампания на последния за място в британския парламент. Макар че има по-скоро конституционалистки възгледи за индийското самоуправление, Джина осъжда арогантността на британските представители в Индия и дискриминационното отношение към индийците в страната.
Към края на престоя на Джина в Англия финансовото положение на баща му се влошава. През 1896 Джина се установява в Бомбай, където става успешен адвокат. Той не е стриктен мюсюлманин и през целия си живот се облича с европейски дрехи, като говори повече на английски, отколкото на гуджаратски. Заради репутацията си като адвокат Джина е нает от политика Бал Гангадхар Тилак, който през 1905 е обвинен в противодържавна дейност.

## Ранна политическа дейност
През 1896 Джина се присъединява към Индийския национален конгрес, най-голямата индийска политическа организация. Както повечето привърженици на Конгреса по това време, той не е привърженик на пълна независимост, смятайки британското влияние в образованието, правото, културата и икономиката за полезно за страната. Последовател на умерения лидер Гопал Кришна Гокхале, Джина заявява, че амбицията му е да стане „мюсюлмански Гокхале“. На 25 януари 1910 Джина става член на шестдесетчленния Имперски законодателен съвет. Съветът няма реална власт и включва голям брой неизбрани лоялисти и европейци. Въпреки това Джина подпомага приемането на Закона за ограничаване на детските бракове, както и узаконяването на мюсюлманските вакъфи. Той е назначен в комитета Сандхърст, който участва в създаването на Индийската военна академия в Дехрадун. По време на Първата световна война Джина, както и други умерени лидери, поддържа участието във войната, надявайки се, че в замяна индийците ще получат по-големи политически свободи.
Първоначално Джина отказва да се включи в основаната през 1906 Мюсюлманска лига, смятайки я за твърде обвързана с една от общностите в страната. През 1913 той все пак става член на организацията, а през 1916 е избран за неин председател. Джина е сред създателите на Лакнауския пакт между Конгреса и Лигата, с който се очертават общите им позиции за самоуправление на Индия. Той играе важна роля и за създаването през 1916 на Всеиндийската лига за самоуправление, настояваща за преобразуване на Индия в доминион като Канада, Нова Зеландия и Австралия.
През 1918 Джина се жени за Ратанбаи Петит, която е с 24 години по-млада от него. Тя произлиза от богато бомбайско семейство на парси. Бракът предизвиква силна съпротива, както сред общността на парсите, така и сред консервативните мюсюлмани. Ратанбаи Петит трябва да приеме формално исляма, което я отчуждава от близките ѝ. Семейството живее в Бомбай и през 1919 се ражда единствената им дъщеря Дина.

## Четиринадесетте точки
Проблемите на Джина с Индийския национален конгрес започват с нарастването на влиянието на Махатма Ганди, който е привърженик на ненасилственото гражданско неподчинение, като най-добро средство за постигане на самоуправление на Индия. За разлика от повечето лидери на Конгреса Ганди не носи европейско облекло, старае се да говори на местните езици, а не на английски, и е силно религиозен. Джина критикува подкрепата на Ганди за движението Хилафат, което според него засилва религиозния фанатизъм. През 1920 Джина се оттегля от Конгреса, предупруждавайки, че методите на Ганди ще доведат до разделение между индуисти и мюсюлмани, както и вътре в двете общности.
През 1927 Джина се включва в преговорите между мюсюлмански и индуистки лидери за изготвянето на бъдеща конституция. Мюсюлманската лига настоява за отделни избирателни райони за мюсюлмани и индуисти, докато Докладът Неру предвижда смесени райони. Джина подготвя документ, станал известен като Четиринадесет точки на Джина, с който се опитва да постигне компромис между различните страни, но той е отхвърлен от Конгреса и други политически партии. През 1931 той участва в Конференциите на кръглата маса в Лондон, но преговорите отново се провалят. Разочарован от това и от разединението в Мюсюлманската лига, Джина решава да се оттегли от политиката и да поднови адвокатската си практика в Англия.
През 1927 Джина се разделя с жена си, а две години по-късно тя умира след тежко заболяване. Той отглежда дъщеря си с помощта на своята сестра Фатима Джина. Отношенията с дъщеря му се влошават по-късно, когато тя се омъжва за Невил Вадия, покръстен парс, и остава да живее в Индия след разделянето на страната.

## Отново начело на Мюсюлманската лига
Изявени мюсюлмански лидери, като Ага Хан, Чаодхари Рахмат Али и Мохамед Икбал, полагат усилия да убедят Мохамед Али Джина да се върне в Индия и да оглави отново обединената Мюсюлманска лига. През 1934 той се завръща в страната и започва да реорганизира партията, подпомаган от Лиакат Али Хан, който става негова дясна ръка. На изборите през 1937 Лигата получава значителен брой места, но губи в Пенджаб, Синдх и Северозападната гранична провинция, в които мнозинството от населението е мюсюлманско. Джина предлага на Индийския национален конгрес сътрудничество срещу британците в замяна на участие във властта, разделяне на избирателните райони и приемане на Лигата като представител на мюсюлманите в страната. Ръководството на Конгреса се противопоставя на това, заявявайки, че Лигата трябва да се влее в Конгреса. Преговорите се провалят и, когато през 1938 представителите на Конгреса подават оставка от всички провинциални и централни служби, Джина обявява това за Ден на освобождение от индуисткото господство.
Още през 1930 в своя реч пред Лигата Мохамед Икбал повдига въпроса за независима държава на мюсюлманите в Северозападна Индия, а през 1933 Чаодхари Рахмат Али предлага и името Пакистан. След скъсването на отношенията с Индийския национален конгрес, Мохамед Али Джина също става привърженик на идеята за отделна държава на мюсюлманите. Той стига до убеждението, че мюсюлмани и индуисти са две отделни нации, а различията помежду им са непреодолими. Той заявява, че създаването на обединена Индия би довело до маргинализиране на мюсюлманите и евентуално до гражданска война между двете общности. През 1940 Мюсюлманската лига приема Лахорската резолюция, която настоява за създаване на независима мюсюлманска държава и която се превръща в основна програма на партията. Резолюцията е отхвърлена от Индийския национален конгрес и е критикувана от мюсюлмански лидери като Маулана Абул Калам Азад, Хан Абдул Гафар Хан, Саид Абул Ала Маудуди. На 26 юли 1943 Джина е ранен при опит за убийство, организиран от екстремистката група на кхаксарите.
През 1941 Мохамед Али Джина започва да издава вестник „Дон“, с който пропагандира възгледите на Мюсюлманската лига. По време на посредническата мисия на британския министър Стафорд Крипс Джина настоява за паритет между министрите на Конгреса и Лигата, изключително право на Лигата да назначава мюсюлмани на държавни постове и право на провинциите с мюсюлманско мнозинство да се отделят от страната. Индийският национален конгрес отказва да се съгласи с тези условия и преговорите се провалят.
Джина подкрепя британските усилия по време на Втората световна война. През този период Лигата образува правителства в някои провинции и се включва в централното правителство на Индия. Влиянието ѝ в Пенджаб нараства след смъртта на Сикандар Хаят Хан, лидер на Юнионистката мюсюлманска лига, през 1942. През 1944 Махатма Ганди 14 пъти води преговори с Джина за формиране на общ фронт. Макар че се провалят, тези преговори утвърждават позицията на Джина като водач на мюсюлманската общност.

## Създаване на Пакистан
На изборите за Конституционно събрание на Индия през 1946 Индийският национален конгрес получава получава повечето от избираемите места и местата, запазени за индуистката общност, а Мюсюлманската лига – мнозинството от местатата, запазени за мюсюлманите. Планът на британското правителство, оповестен на 16 май, предвижда провинции с широка автономия и призовава за образуване на групи от провинции въз основа на преобладаващата религия. Нов план от 16 юни предвижда разделяне на страната на религиозен принцип, като полунезависимите княжества могат да избират между присъединяване към един от двата доминиона или независимост.
Индийският национален конгрес, страхувайки се от разпокъсване на страната, критикува първия план и напълно отхвърля втория. Мохамед Али Джина първоначално подкрепя и двата плана, надявайки се да получи подкрепата на британското правителство. След много дебати и въпреки противопоставянето на Махатма Ганди, Конгресът приема плана от 16 май, като осъжда принципа на религиозно групиране. Джина обявява такова споразумение за „безчестие“ и обвинява британските преговарящи в „предателство“, след което оттегля подкрепата на Лигата за двата плана. Организацията бойкотира събранието, оставяйки властта в ръцете на Конгреса, но лишавайки го от легитимност в очите на много мюсюлмани.
Джина публикува призив към всички мюсюлмани за провеждане на Ден на пряко действие на 16 август 1946. Планирани са стачки и протести, но в цялата страна започват безредици, особено в Калкута и района на Ноакхали в Бенгал, а в Бихар са убити повече от 7 хиляди души. Въпреки че британската администрация обявява, че няма доказателства за това, Конгресът и медиите обвиняват ръководителите на Лигата, че умишлено са предизвикали насилието.
След конференция, проведена през декември 1946 в Лондон, Мюсюлманската лига е включена във временното правителство, но самият Джина отказва да заеме официална длъжност. Коалицията се оказва нежизненоспособна, което убеждава ръководството на Индийския национален конгрес, че разделянето е единственият начин да се избегне политически хаос и възможна гражданска война. В края на 1946 Конгресът се съгласява провинциите Пенджаб и Бенгал да бъдат разделени на религиозен принцип. Британската администрация предлага да бъде създаден мюсюлмански доминион, включващ Западен Пенджаб, Източен Бенгал, Белуджистан и Синдх и след оживени обсъждания Конгресът се съгласява. Северозападната гранична провинция гласува на референдум през юли 1947 да се присъедини към Пакистан. В реч, произнесена в Лахор на 30 октомври 1947, Джина заявява, че Лигата е приела разделянето, защото „последиците от всяка друга алтернатива биха били твърде катастрофални“.

## Генерал-губернатор
Заедно с Лиакат Али Хан и Абдур Раб Нищар, Мохамед Али Джина представлява Мюсюлманската лига в Съвета по разделянето, който е натоварен с разпределянето на обществената собственост между Индия и Пакистан. Членовете на събранието от провинциите, влизащи в Пакистан, образуват учредителното събрание на новата държава, а армията е разделена на мюсюлмански и немюсюлмански части и офицери. Джина предизвиква недоволството на индийските лидери, като се опитва да убеди владетелите на Джодхпур, Бхопал и Индор да се присъединят към Пакистан – тези области не са географски свързани с Пакистан, а населението им е предимно индуистко.
Мохамед Али Джина става първият генерал-губернатор на Пакистан и председател на учредителното събрание. При откриването на събранието на 11 август 1947 той призовава за създаването на всеобхватна и плуралистична демокрация и обещава равни права на всички граждани, независимо от религия, каста или убеждения.
Длъжността на генерал-губернатора е церемониална, но Джина поема и ръководството на правителството. През първите месеци от съществуването на Пакистан трябва да бъдат прекратени безредиците и насилието между религиозните общности. Заедно с индийските лидери, пакистанското правителство организира размяната на население между двете страни, като са организирани големи бежански лагери. Въпреки тези мерки, броят на жертвите от двете страни по различни оценки е между двеста хиляди и повече от един милион души, а броят на бежанците надхвърля 15 милиона. В пакистанската столица Карачи населението нараства експлозивно, заради големите бежански лагери.
По заповед на Мохамед Али Джина пакистанската армия анексира княжеството Калат и потушава бунтовете в Белуджистан. Той приема и присъединяването на Джунагарх, княжество с предимно индуистко население и мюсюлмански владетел, разположено на 400 километра от пакистанската граница, но опитът е предотвратен след интервенция на Индия. Не е сигурно дали Джина е планирал или знаел за племенното нашествие от Пакистан в Джаму и Кашмир през октомври 1947. След присъединяването на Кашмир към Индия, той го обявява за незаконно и нарежда на пакистанската армия да навлезе в областта. След като британското командване заплашва, че ще оттегли своите офицери от армиите на двете страни, Джина отменя заповедта си, но протестира пред Организацията на обединените нации, настоявайки за международна намеса в областта.
Поради своята роля в създаването на Пакистан Мохамед Али Джина е най-влиятелният политик в новосъздадената държава. Той играе важна роля в защитата на малцинствата, основава колежи и военни институции. При първото си посещение в Източен Пакистан Джина настоява, че урду трябва да бъде единствения национален език, политика, която среща силна съпротива сред бенгалците.

## Смърт
През 1940-те години Мохамед Али Джина се разболява от туберкулоза, но заболяването му остава известно само на неговите близки. През 1948 състоянието му се влошава и той прекарва няколко месеца в официалната си резиденция в Зиарат, опитвайки се да се възстанови. Въпреки това на 11 септември 1948 Мохамед Али Джина умира от туберкулоза и рак на белия дроб.
След погребението на Джина в Карачи е построен масивен мавзолей в негова чест.

## Други източници
1. Ahmed, Akbar S. Jinnah, Pakistan, and Islamic Identity: The Search for Saladin (1997). ISBN 0-415-14966-5
2. Ajeet, Javed. Secular and Nationalist Jinnah. JNU Press Delhi
3. Asiananda, Jinnah: A Corrective Reading of Indian History, ISBN 81-8305-002-6
4. Gandhi, Rajmohan, Patel: A Life (1990), Ahmedabad, Navajivan
5. Busted: Myths About Quaid-e-Azam Jinnah //  Yasser Latif Hamdani.   Naya Duar, 14 August 2021.
6. Turkey's Mustafa Kamal vs Pakistan's Muhammed Ali Jinnah: Secularism //  Khan, Umair (historian).   Author of SECULAR MUSLIM: Jinnah, His Politics And Pakistan.
7. Hardiman, David Peasant Nationalists of Gujarat, ISBN 0-19-561255-8
8. Jalal, Ayesha (1994). The Sole Spokesman: Jinnah, the Muslim League and the Demand for Pakistan. Cambridge: CUP. ISBN 0-521-45850-1
9. Jinnah, Fatima (1987). Quaid-i-Azam Academy My Brother[неработеща препратка]. ISBN 969-413-036-0
10. Mansergh. Transfer of Power Papers (Volume IX)
11. Wolpert, Stanley (2002). Jinnah of Pakistan. Oxford: OUP.